# Gwenview
Gwenview je prohlížeč obrázků pro prostředí KDE. Je součástí balíku KDE Extragear. Slovo „Gwen“ znamená v bretonštině „bílý“ a je často používáno jako křestní jméno. Gwenview k dispozici již v KDE 3. Aby byl Gwenview více použitelný, bylo ve verzi KDE 4 jeho uživatelské rozhraní zjednodušeno. Umožňuje prohlížet obrázky v režimu celé obrazovky (fullscreen) a promítat slideshow.
Základní rysy:
- prohlížeč složek
- prohlížeč obrázků
- editor metadat
- náhledy současného adresáře
- použití pluginů pro manipulaci s obrázky KIPI (KDE Image Plugins Interface)

## Verze
Verze 1.4.0 vydaná v září 2006 přidává několik nových funkcí jako:
- podpora formátu SVG a videa
- filtrování založené na typech souborů, vzoru názvu souboru a datu

Poslední verze pro KDE 3 je 1.4.2 vydaná v září 2007. Současná verze 2.0 je součástí KDE 4.